# Позоришни фестивал
Позоришни фестивал је манифестација која се периодично (најчешће једном годишње) одржава у одређеном временском трајању, а посвећена је позоришној уметности. Фестивали представљају прилику за приказивање одабраних позоришних представа, сусрет позоришних стваралаца и публике, размену искустава, као и за промоцију и вредновање позоришног стваралаштва. Могу бити међународног, националног, регионалног или локалног карактера.

## Дефиниција и циљеви
Позоришни фестивал је организовани догађај који окупља позоришне уметнике, ансамбле и публику око заједничког интереса за позоришну уметност. Основни циљеви позоришних фестивала могу бити различити, али најчешће укључују:
- Презентација уметничких достигнућа: Приказивање квалитетних и иновативних позоришних представа из одређене средине или ширег окружења.
- Промоција позоришне уметности: Популаризација позоришта и привлачење нове публике.
- Културна размена: Омогућавање сусрета различитих позоришних традиција, естетика и приступа (посебно на међународним фестивалима).
- Подстицање стваралаштва: Мотивисање позоришних уметника и продукција кроз могућност учешћа, такмичења и добијања награда.
- Едукација и дијалог: Организовање пратећих програма попут радионица, предавања, округлих столова и разговора са уметницима, чиме се доприноси бољем разумевању позоришне уметности.[2]
- Вредновање (евалуација): На такмичарским фестивалима, стручни жири или публика додељују награде за најбоља остварења.

## Врсте позоришних фестивала
Позоришни фестивали се могу класификовати према различитим критеријумима:
- Према географском обухвату:
  - Међународни фестивали: Окупљају представе и уметнике из различитих земаља (нпр. БИТЕФ).
  - Национални фестивали: Представљају најбоља остварења из једне земље (нпр. Стеријино позорје).
  - Регионални фестивали: Обухватају представе из одређеног региона или групе земаља.
  - Локални фестивали: Усмерени на позоришно стваралаштво одређеног града или општине.
- Према жанру или форми:
  - Фестивали драмског позоришта.
  - Фестивали опере.
  - Фестивали балета и савремене игре.
  - Фестивали луткарског позоришта.
  - Фестивали монодраме и дуодраме (нпр. Фестивал монодраме и пантомиме у Земуну).
  - Фестивали алтернативног или експерименталног позоришта.
  - Фестивали позоришта за децу и младе.
- Према фокусу:
  - Фестивали посвећени делу једног драмског писца (нпр. Шекспиров фестивал).
  - Фестивали посвећени одређеном редитељу, глумцу или позоришној епохи.
  - Фестивали нових позоришних тенденција.
- Према карактеру:
  - Такмичарски фестивали: Представе се такмиче за награде које додељује стручни жири или публика.
  - Ревијални (шоукејс) фестивали: Примарни циљ је приказивање представа без такмичарског елемента.

## Организација и програм
Организација позоришног фестивала је сложен процес који укључује селекцију представа, обезбеђивање финансијских средстава, техничку припрему, маркетинг и реализацију програма.
- Главни програм: Чине га одабране позоришне представе које се изводе током трајања фестивала. Селекцију представа обично врши селектор или уметнички директор фестивала.
- Пратећи програми: Често обогаћују фестивалски доживљај и могу укључивати:
  - Радионице (глумачке, редитељске, драматуршке).
  - Предавања и округле столове о актуелним позоришним темама.
  - Разговоре са уметницима.
  - Изложбе позоришне сценографије, костима, плаката.
  - Промоције књига из области театрологије.
  - Пројекције снимака значајних представа.
- Такмичарски аспект и награде: Уколико је фестивал такмичарског карактера, жири (стручни, жири критике, жири публике) додељује награде за најбољу представу, режију, глуму, текст, сценографију, костим, музику, итд.

## Значај позоришних фестивала
Позоришни фестивали имају велики значај за укупан развој позоришне уметности и културе:
- Афирмација уметника и продукција: Пружају платформу за представљање рада позоришних стваралаца широј публици и стручној јавности.
- Развој публике: Привлаче нову публику и доприносе формирању позоришног укуса.
- Критичко вредновање: Подстичу критичко промишљање и вредновање позоришних остварења.
- Место сусрета и размене: Омогућавају сусрет позоришних професионалаца из различитих средина, размену идеја и искустава.
- Подстицај иновацијама: Често промовишу нове позоришне форме, естетике и приступе.
- Културни туризам: Значајни фестивали могу привући посетиоце из других градова и земаља.
- Очување позоришне традиције и промоција савременог стваралаштва.

## Познати позоришни фестивали (примери)
Неки од најпознатијих међународних позоришних фестивала су Фестивал у Авињону (Француска) и Единбуршки међународни фестивал (Уједињено Краљевство).
У Србији, најзначајнији позоришни фестивали су, између осталих, БИТЕФ (Београд), Стеријино позорје (Нови Сад), Дани комедије (Јагодина), Јоакимфест и Јоакиминтерфест (Крагујевац). Детаљнији преглед налази се у чланку Списак позоришних фестивала у Србији.